# 小行星3764
小行星3764（英語：3764 Holmesacourt）是一颗围绕太阳公转的小行星。1980年10月10日，珀斯天文台在珀斯天文台发现了此天体。
这颗小行星的绝对星等为325.6938358584271等。